# Seznam avstralskih pianistov
Seznam avstralskih pianistov.

## A
- Valda Aveling

## B
- Richard Bonynge

## G
- Delta Goodrem
- Percy Grainger

## H
- David Helfgott (* 1947)

## M
- Noel Mewton-Wood

## W
- Gerard Willems
- Lara de Wit